# Algecirasi csata
Az algecirasi-öbölben két elkülönült csata zajlott le 1801 júliusában a francia–spanyol flotta és a brit hajóhad között. Az első csatában a franciák foglaltak el egy brit sorhajót, a másodikban a britek elsüllyesztettek két spanyol hajót, egy franciát pedig elfoglaltak.
A csata 1801 júliusában kezdődött, amikor Linois francia admirális három sorhajóval és egy fregattal elindult Algeciras felé, miután Cádizt blokád alá vonták. Algeciras kikötőjét négy spanyol erőd védte, és annak ellenére, hogy Gibraltár biztonságos közelségben volt. A britek észrevették Gibraltárból a mozgást, és úgy döntöttek, hogy gyorsan megpróbálják semlegesíteni ezt a fenyegetést. Július 8-án, a brit flotta Sir James Saumarez vezetésével áthajózott Algeciras-öbölből a Gibraltárba, hogy támadja a francia hajókat.
A brit flotta hat sorhajóból állt (Saumarezé volt egy hetedik sorhajó, a Superb, de az és az azt kísérő Pasley brigg nem voltak jelen; Saumarez már elküldte saját fregattját, a Temzét visszahívta volna, de az nem tért vissza időben.)
Saumarez hat hajója megtámadta a francia és spanyol hajókat és az erődöket, de hátráltatta a szélcsend és számos homokpad a kikötőben. A francia hajóraj a várak és a spanyol hajóágyúk segítségével, elzavarták a nagyobb brit flottát, bár a francia hajók megpróbálták elkerülni, hogy elfoglalják őket. Saumarez elvesztette a 74-ágyús Hannibal nevű hajóját, ami zátonyra futott, és a franciák elfoglalták, és a brit hajóraj többi tagja is különböző mértékű károkat szenvedett. A britek vesztesége 121 halott, 240 sebesült, a franciák vesztesége: 306 fő (beleértve a Laindet Lalonde és Moncousu kapitányt) és 280 sebesült.
Mindkét fél visszavonult a saját oldalára az öbölben, és az elkövetkező négy nap megjavították a csata okozta károkat. A Pompée nem volt javítható a rendelkezésre álló idő alatt, és a Caesart állandó nappali és az éjszakai munkával tudták megjavítani. A franciák visszabocsátották a hajóikat és a tengerben javították azokat.
A brit hajóraj a következőkből állt: 

- HMS Caesar 80 Saumarez admirális zászlóshajója (Jahleel Brenton kapitány)
- a francia Pompee 74 (Charles Stirling kapitány)
- HMS Spencer (1800) 74 (Henry d'Esterre Darby kapitány)
- HMS Venerable (1784) 74 (Samuel Hood kapitány)
- HMS Hannibal (1786) 74 (Solomon Ferris kapitány)
- HMS Audacious (1785) 74 (Shuldham Peard kapitány)

A francia hajóraj a következőkből állt:

- Figuires (1795) 80 (Linois admirális zászlóshajója, Laindet Lalonde kapitány)
- Indomptable (1789) 80 (Moncousu kapitány)
- Tyrannicide (1793)|Desaix 74 (Christi-Pailliere kapitány)
- Muiron|Muiron 40 (Martinencq kapitány)

## AGibraltári-szoros
Július 12-én a francia haróraj – amit időközben megerősített az öt spanyol és egy francia sorhajó – elhagyta Algecirast a Cádiz felé, és megtámadta Saumarez erőit. Az előrenyomulás alatt a francia-spanyol szövetséges hajók gyorsabbnak mutatkoztak, részben annak köszönhetően, hogy a károkat inkább a britek szenvedtek a csata első szakaszában.
Ugyanakkor Superb – amely nem volt jelen az a harc első részében, és így sértetlen maradt – előnyhöz juttatta Saumarezt a szövetséges flotta ellen. Éjszaka a 74-ágyús Superb bevitorlázott a San Hermenegildo és Real Carlos közé (első osztályú hajók 112 ágyúval) és megtámadta őket. Superb ezzel áttörte a francia–spanyol vonalat, de ezt a lőporfüst eltakarta, így a Real Carlos és a San Hermenegildo dühösen lőtték egymást, ami a két hajó elvesztését eredményezte. A francia Formidable hajó a francia vonalak mögött harcolt. 
A brit veszteség 17 halott és 100 sebesült, a szövetségesek vesztesége 2000 fő – beleértve az 1700 halottat is –, aki akkor halt meg, amikor a Real Carlos és a San Hermenegildo felrobbant és elsüllyedt, a francia St. Antoine sorhajót az angolok elfoglalták.
A brit hajóraj: 

- Caesar 80 (Saumarez zászlóshajója, Jahleel Brenton kapitány)
- Venerable 74 (Samuel Hood kapitány)
- Superb 74 (Richard Goodwin Keats kapitány)
- Superb (1798) 74 (Henry d'Esterre Darby kapitány)
- Audacious 74 (Shuldham Peard kapitány)
- Thames (1758) 32 (fregatt - Aiskew Paffard Hollis kapitány)
- Calpe 14 (George Heneage Lawrence Dundas)
- Louisa 8 (brig - Francis Truscott kapitány)

A francia–spanyol hajóraj francia részei: 

- Formidable (1795) 80 (Aimable Gilles Troude kapitány)
- Indomptable (1789) 80 (Jean Jacques Etienne Lucas kapitány)
- Saint Antoine (1800) 74 (Julien le Roy parancsnok)
- Tyrannicide (1793) 74 (Christi-Pailliere kapitány)
- Muiron 40 (Martinencq kapitány)
- Libre (1798) (?) 40 (Proteau kapitány)
- Vautour 14 (?) (Kemel kapitány)

A francia–spanyol hajóraj spanyol részei: 

- Real Carlos 112 (Don J. Esquerra kapitány)
- San Hermenegildo 112 (Don J. Emparran kapitány)
- San Fernando 94 (Don J. Malina kapitány)
- Argonauta 80 (Don. J. Herrera kapitány)
- San Agustín 74 (Don. R. Topete kapitány)
- San Sabina 44 (fregatt Moreno altengernagy és Linois tengernagy zászlóshajója)

## Fordítás
- Ez a szócikk részben vagy egészben  a   Battle of Algeciras Bay című angol Wikipédia-szócikk fordításán alapul.  Az eredeti cikk szerkesztőit annak laptörténete sorolja fel. Ez a jelzés csupán a megfogalmazás eredetét és a szerzői jogokat jelzi, nem szolgál a cikkben szereplő információk forrásmegjelöléseként.